# Pierre Bayle
Pierre Bayle (Carla-Bayle, 18 de novembro de 1647 – Roterdão, 28 de dezembro de 1706) foi um filósofo e um escritor francês.

## Biografia
Educado pelo pai, um ministro calvinista, o qual lhe ensinou rudimentos de grego e latim, Bayle era excepcionalmente estudioso, com isso entregou-se a leituras desorganizadas, sendo em grande medida um auto-didata. Devido a escassez de recursos familiares, só pode iniciar estudos regulares na Academia Protestante de Puylaurens no outono de 1668, indo para um colégio de Jesuítas em Toulouse para assistir às aulas como externo, e tornou-se Católico em março de 1669. Dezessete meses depois ele regressou ao Calvinismo, e, para evitar ser perseguido, fugiu para Genebra, onde se tornou familiarizado com a obra de René Descartes e passaria cerca de quatro anos. Por alguns anos ele agiu sob o nome de Bèle como tutor em várias famílias em Paris, iniciou-se no cartesianismo e travou com o futuro pastor Jacques Basnage laços de uma amizade que seria determinante em sua existência. A conselho de Basnage, voltou à França, para o norte de Loire em julho de 1674. Em setembro de 1675 tornou-se, por concurso, um dos dois professores de filosofia da Academia Protestante de Sedan.
Em 1681 a universidade foi fechada, mas quase imediatamente depois, Bayle, saindo de um país em que a situação dos protestantes se agravava a cada dia, foi ser professor de Filosofia e História em Roterdão, posto sem prestígio e mal remunerado, mas que exigia pouco, o que finalmente lhe dava tempo para escrever. Aqui em 1682 publicou seu famoso Pensées diverses sur la comète de 1680 e suas críticas ao trabalho de Louis Maimbourg sobre a história do Calvinismo. A grande reputação adquirida por esta crítica e o sucesso que ela teve, tendo uma segunda edição já em novembro de 1682, fomentou a inveja do colega de Bayle, Pierre Jurieu, que tinha escrito um livro sobre o mesmo assunto.
Em 1684 Bayle começou a publicação do seu Nouvelles de la république des lettres, uma espécie de jornal de crítica literária publicado mensalmente. Concebido mais ou menos à maneira do Journal des Savants, o periódico era composto por resenhas de livros de teologia, filosofia, história, erudição, etc. A qualidade e o estilo jovial das resenhas começaram a granjear-lhe notoriedade por toda a Europa.
O ano de 1685 foi traumático para Bayle: todos os seus livros (em março de 1685 somou-se aos já citados a obra Novas Cartas do Autor da Crítica Geral…) haviam sido publicados sem nome do autor, mas as autoridades francesas conseguiram descobrir o verdadeiro nome e vingaram-se de Bayle encarcerando em junho o seu irmão mais velho, o pastor Jacob Bayle, em condições tão insalubres que ele morreu em novembro do mesmo ano.
Bayle publicou duas obras em 1686: um breve panfleto, O que é a França Totalmente Católica… – considerado seu melhor livro do ponto de vista literário –, e um grande tratado em quatro partes (outubro de 1686-início de 1688), cujo título define o conteúdo: Comentário Filosófico sobre Essas Palavras de Jesus Cristo "obriga-os a entrar", em que se Prova por Várias Razões Demonstrativas que não Há Nada mais Abominável que fazer Conversões pela Força e São Refutados Todos os Sofismas dos Convertedores pela Força e a Apologia que Santo Agostinho Fez das Perseguições. Em tal texto, algo chocante para muitos na época, Bayle preconizava a completa tolerância religiosa civil.
Em fevereiro de 1687, esgotado, Bayle abandonou a redação de Nouvelles e, durante longos meses, o ensino. Curado, exasperou-se com a atitude que se manifestava cada vez mais no Refuge sob a influência da interpretação que Jurieu propunha do Apocalipse, preocupando-se com a violência dos panfletos contra Luís XIV – a guerra da Liga de Augsburgo já começara –, publicados nos Países Baixos, que lhe parecia extremamente inoportuna. Escreveu então manifestos políticos, entre os quais Avis important aux refugies (Conselho Importante aos Refugiados), que, em 1691, Jurieu atribuiu a Bayle, desencadeando uma veemente polêmica. Após uma longa disputa, foi retirada a Bayle a sua cadeira em março de 1693. Ele não ficou deprimido por este golpe, especialmente porque no ano anterior havia publicado o seu notável Dicionário Histórico e Crítico (Dictionnaire Historique et Critique), e o editor que deveria editá-lo apressou-se a garantir uma pequena pensão a Bayle, que, tendo sido sempre de uma sobriedade espartana, acomodou-se num estilo de vida bastante módico.
Aos quarenta e seis anos, Bayle finalmente tinha todo o tempo disponível. Trabalhador prodigioso, dono de uma memória fenomenal, soube tirar proveito desses dons, e a primeira edição do Dicionário foi publicada em dezembro de 1696. Os qualificativos juntados ao título – "histórico e crítico" – são essenciais para descrever o que Leibniz iria chamar de "o mais belo dos dicionários". Trata-se de um repertório biobibliográfico, com breves notas enriquecidas por observações às vezes bem extensas, que são ensaios redigidos em tom pessoal. Apresentando numerosos filósofos – da Antiguidade, do Renascimento e do século XVII (como Hobbes e Espinosa) –, essa obra é uma das primeiríssimas histórias da filosofia ocidental. No entanto, Bayle discute e avalia as doutrinas, depois de as expor com lealdade – é um dos sentidos do adjetivo "crítico" –, e suas exposições próprias de algum modo vão traçando, qual um pontilhado, suas posições pessoais. No Dicionário, o huguenote Bayle age como advogado de todos os caluniados da história: as minorias, os derrotados, os heresiarcas, as mulheres… A tolerância não é apenas um programa de coexistência pacífica entre as comunidades religiosas; é também um projeto de entendimento entre os homens, ou, pelo menos, de trégua baseada na rejeição preliminar às condenações peremptórias. O sucesso do Dicionário – apesar do preço elevado do seu in-folio – justificou uma segunda edição, publicada no fim de 1702, ampliada e enriquecida com preciosos Esclarecimentos, nos quais Bayle tranquiliza todos os que se sentiam desorientados diante de algumas de suas opiniões. Antes de morrer, ainda teve tempo de publicar várias obras: Respostas às Perguntas de um Provinciano (em quatro partes, sendo a última póstuma, 1703-1707) e Continuação de Pensamentos Diversos (1704), compostas pela documentação que não havia encontrado lugar no Dicionário, mas também dedicadas a polêmicas com os "racionais", teólogos protestantes que, sem saberem, rumavam para o deísmo.

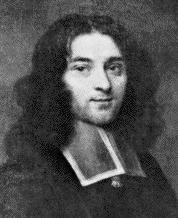
Pierre Bayle

Devido a sua boa reputação, coligiu e publicou com bastante rapidez uma boa parte de sua correspondência, e deu início a uma biografia. Faleceu no exílio nos Países Baixos. Vinte anos após a sua morte ela estava pronta, além de terem sido reunidas todas as suas obras – com exceção do Dicionário – em quatro volumes folio de obras diversas, que tiveram uma segunda edição em 1737. Quanto ao Dicionário, sucederam-se reimpressões e traduções (inglesa e alemã) até 1820.

## Estilo e influências
Com a leitura de Bayle, o que só pode ser depreendido é a agudeza de suas reflexões, disseminadas em digressões, redigidas com uma espécie de jovialidade afável e entremeadas de uma prodigiosa erudição livresca arejada por um modo singular de exposição. Surpreende pela impessoalidade de seus escritos.
Bayle é completamente alheio ao classicismo, apesar da geração a que pertence – embora Boileau tenha considerado seu estilo de bom cunho. Mas os grandes filósofos contemporâneos seus – Malebranche, Locke e Leibniz (cuja Teodiceia tentará refutar seu pessimismo) – leram suas obras com atenção e o viram como um igual, ainda que um igual um tanto bizarro. Quanto à influência que seus livros exerceram sobre o Iluminismo, nunca é demais enfatizá-la: graças à sua enorme difusão no século XVIII, Hobbes, Espinosa, Leibniz, além de toda uma corte de pensadores da Antiguidade e do Renascimento, puderam ser compreendidos (ou não) através das interpretações sugeridas no Dicionário. A influência de Bayle sobre a filosofia inglesa é patente: ele foi atentamente lido por Shaftesbury, Mandeville, mas sobretudo por Berkeley, Hume, e pelos deístas. Sua marca é encontrada em maior ou menor grau em todos os grandes autores desse período.
Desempenhou o papel de "Pai das Luzes", e a contrapartida foi o fato de suas obras terem sofrido um eclipse relativo no século XIX. O ângulo frequentemente teológico pelo qual Bayle ataca os problemas parece então obsoleto, e ele ainda não é abordado com distanciamento histórico, o que só começou a acontecer no século XX.

## Filosofia Moral: religião e o ateísta virtuoso
Na Grécia clássica, segundo Jankélévitch, a moral estava em oposição à religião nacional, na qual os deuses eram perfeitamente imorais. Sócrates, moralista, foi condenado por impiedade religiosa. Xenófanes afirmava ser inimigo da religião nacional.
Porém, com o advento do Cristianismo, houve uma união entre religião e moral, e passou a ser comum confundir "moral" com "moral cristã" (ou "moral católica", sendo muito difícil desvincular uma coisa da outra). Com a Reforma Protestante, passaram a surgir autores, no mundo cristão, que não vinculassem necessariamente moral e religião.
Durante o século dezoito pensadores avançados tomaram Pierre Bayle como um dos primeiros que lutaram para livrar-se do jugo da religião e aparelhar os outros para fazê-lo também. Seu Dictionnaire Historique et Critique, primeiramente publicado em 1697, foi espantoso pela mentalidade aberta e pelas minúcias de erudição que continha, e ainda mais pelas (para a época) inumeráveis chocantes e escandalosas sugestões que fez, normalmente em longas notas de rodapé a mais ou menos inócuas entradas principais. Não é apenas que várias doutrinas anticristãs, tais como o dualismo maniqueísta, são apresentadas como oferecendo soluções racionais para problemas aos quais a teologia cristã não tinha resposta. Pelo menos tão ultrajante para as sensibilidades da época era o tratamento de Bayle de várias figuras sagradas. Considere apenas o seu tratamento do Rei David, "um dos grandes homens na terra e um homem segundo o próprio coração de Deus", um governante religioso modelo e prefiguração de Cristo. David é descrito nas notas como um bastardo banhado em malícia que executou ataques terroristas não autorizados a pessoas incapazes de se defenderem, que estava um tanto quanto disposto a trair o seu próprio povo, que trabalhou para ganhar um reino pela traição mais vil, que não tinha receio em fazer alguém perder a sua alma ao servi-lo, e que se envolveu em guerras injustas. O pensamento religioso e muito da ação religiosa são examinados pela luz da razão e padrões morais racionais, e demonstrados ser fracassos abjetos.
Na época em que o Dictionnaire foi lançado, Bayle já era famoso por ter argumentado extensamente que o ateísmo poderia não ser uma coisa ruim como pessoas respeitáveis haviam pensado ser. Seu argumento apareceu no longo Pensées Diverses sur la Comète de 1682, que tinha o objetivo de demonstrar que um cometa recente não deveria ser compreendido como um sinal do descontentamento de Deus e um presságio de desastres que viriam. O forte temperamento malebrancheano de Bayle aparece claramente aqui. Ele argumenta que Deus age por leis gerais e que não envia mensagens miraculosas para tornar Ele e Sua vontade conhecidas. Especificamente, Bayle diz, Deus não envia cometas para converter ateístas. Se ateístas fossem convertidos por um cometa, eles não se tornariam bons cristãos, mas idólatras – e Deus dificilmente iria tentar transformar a descrença no crime de idolatria (Oeuvres III.70-1). Isso o leva, no curso de uma extremamente enrolado digressão sobre o ateísmo, a fazer algumas de suas mais polêmicas declarações.
A crença comum de que o ateísmo é a condição mais abominável que alguém pode imaginar, diz Bayle, é um mero preconceito. Ela pressupõe que sem o medo de punição após a morte, as pessoas irão viver vidas viciosas de sensualidade não controlada. Mas de fato a experiência demonstra que a crença em Deus não faz algo para controlar os desejos viciosos (III.86-7a). O primeiro passo no argumento de Bayle é a sua alegação de que as pessoas não vivem necessariamente de acordo com os princípios que professam. As palavras que Ovídio deu a Medeia sobre ver o melhor e perseguir o pior "representam perfeitamente a diferença entre o esclarecimento da consciência e o juízo particular que nos faz agir" (III.87b). Bayle não tem dúvida de que a consciência nos mostra princípios morais claros. Mas os nossos "desejos não regulados" são os que ganham o dia. A crença religiosa não é diferente: olhe para os pagãos, acreditando em inumeráveis divindades como distribuidoras de prosperidade ou azar e, entretanto, cometendo "todos os crimes imagináveis". Se as pessoas vivessem pelas suas crenças, como nós poderíamos compreender cristãos que, apesar de ter uma inconfundível revelação apoiada por milagres e ensinada por maravilhosos pregadores vivem "no mais enorme distúrbio do vício" (III.88a)? Ainda mais, não é sequer verdade que aqueles que deixam de exibir os costumes morais ensinados pela sua religião deixam de acreditar em Deus. Para dar um dos muitos exemplos de Bayle, os cruzados não eram ateístas enrustidos, mas cometeram crimes indizíveis (III.89b, 90a).
Ateístas e idólatras, Bayle continua, são movidos, como qualquer um outro, pelas suas paixões e hábitos. Se os desejos de um idólatra são piores do que aqueles do ateísta, ele irá agir de uma maneira pior. Afinal, um alto número de cristãos estão "bêbados quase todas as suas vidas" porque eles gostam de vinho; e os ateístas podem não gostar tanto disso. Libertinagem é uma questão de gosto, não de convicção (III.93a). Portanto, parece a Bayle que "uma sociedade de ateístas, a respeito de suas morais e ações civis, seria um tanto quanto uma sociedade de pagãos". Eles iriam com certeza necessitar de uma aplicação firme do Direito, mas disso todos precisam, inclusive os cristãos (III.103b). A maioria das pessoas são virtuosas – se elas são – somente devido a pressão social (III.104-5). Ateístas seriam tão suscetíveis quanto quaisquer outras pessoas a honra e desonra pública, recompensa e punição; e assim alguém iria ver em uma sociedade de ateístas uma plenitude de pessoas que iriam cumprir os seus contratos, ajudar os pobres, oporem-se às injustiças e ser fiéis aos seus amigos. Mesmo uma crença na mortalidade da alma não iria alterar os seus comportamentos nessas questões (III.109-10).
Tudo isso soa, claro, como o trabalho de alguém que quer destronar o domínio da religião. Mas esse não é o objetivo de Bayle. Ele era um huguenote devoto, e seu alvo não era a crença religiosa como tal, mas a fé católica daqueles que perseguiam os seus colegas de religião na França. Ele próprio, após brevemente converter-se ao catolicismo, retornou a sua herança huguenote e como resultado dessas mudanças teve de viver o resto de sua vida exilado. No Pensées Diverses sur la Comète ele estava argumentando que os ateístas não eram nem proximamente tão ruins quanto os crentes em uma religião corrupta. Os cruzados eram piores do que ateístas, precisamente porque eles usavam a religião como uma desculpa para os seus piores crimes. No mesmo livro afirma também que a Igreja Católica era de fato uma igreja de idolatria e superstição, autorizando um comportamento muito pior do que qualquer coisa que um ateísta sem Deus poderia desejar fazer.
O primeiro exemplo é perseguição. Após a revogação do Édito de Nantes em 1685, os huguenotes estavam sujeitos a terríveis pressões para converterem-se ao catolicismo. Um dos livros mais apaixonados e influentes de Bayle foi uma resposta direta. Os "convertedores" apelavam para o trecho da Bíblia Lucas 14:23 ("Respondeu o senhor ao servo: Sai pelos caminhos e valados, e obriga-os a entrar, para que a minha casa se encha"). Em seu Commentaire philosophique sur ces paroles de Jésus-Chris't (1686) (nome completo em português, Comentário Filosófico sobre Essas Palavras de Jesus Cristo "obriga-os a entrar", em que se Prova por Várias Razões Demonstrativas que não Há Nada mais Abominável que fazer Conversões pela Força e São Refutados Todos os Sofismas dos Convertedores pela Força e a Apologia que Santo Agostinho Fez das Perseguições), Bayle enfatiza fortemente que perseguição não pode trazer o tipo de devoção religiosa interna que por si só iria agradar a Deus (II.371-2a). Esse ponto é claramente importante, mas para nós a parte mais significante desse argumento diz respeito ao modo adequado de interpretar o texto usado para justificar a perseguição.
Ele anuncia na abertura que o seu modo de interpretar o texto é completamente novo. Deixando criticismo textual, filologia, história, e mistérios completamente de lado, ele baseia a sua leitura somente em um princípio: "qualquer interpretação literal que leva uma obrigação para cometer iniquidade é falsa" (II.367ª). Ele então aponta numerosas maneiras nas quais a perseguição é iníqua, injusta, e destrutiva de qualquer ordem moral na sociedade. Dentre elas ele enfatiza a incoerência dos princípios dos perseguidores. Eles desejam que o rei francês destrua os sujeitos heréticos, mas não permitem que os sujeitos destruam um rei herético (II.376a). Eles permitem a perseguição daquele que eles entendem estar errado sobre religião, mas não iriam permitir a perseguição dos primeiros cristãos pelos governantes pagãos. Eles pensam que a violência é permissível em sua própria causa religiosa, mas não na dos outros. Mas isso, Bayle exclama, é uma doutrina tão abominável que ele duvida se mesmo os demônios no inferno iriam desejam que as coisas humanas fossem conduzidas por ela (II.375b). Ele oferece numerosos outros argumentos, mas nós devemos nos concentrar no princípio básico.
Bayle, que para Habermas é nesse aspecto um precursor de Kant e seu imperativo categórico, pratica a adoção recíproca das perspectivas e insiste na universalização das "idéias" a cuja luz julgamos "a natureza da ação humana". É uma maneira muito diferente de justificar a tolerância para com as minorias religiosas, inicialmente justificada por outros filósofos de uma maneira apenas prática (para a conservação de "Law and Order" ou por ponderações mercantilistas), de maneira legalista (porque crenças espontâneas escapam à coerção jurídica) ou epistemológica (por causa da falibilidade do espírito humano). Com o pensamento já voltado para o princípio da liberdade de consciência, de pensamento, e de opinião, Espinosa defende a liberdade do exercício religioso, por razões morais, e Locke por razões ligadas aos direitos humanos. Porém, apenas Pierre Bayle logra uma fundamentação rigorosamente universalista.
Ele é um tanto claro sobre a implicação revolucionária de sua insistência em usar padrões morais para julgar o significado da Escritura. É que a "razão, falando para nós através dos axiomas da luz natural (…), é o supremo tribunal (…). Nunca mais deixe ser dito que a teologia é a rainha e a filosofia apenas a criada" (II.368a). A razão nos demonstra princípios inegáveis tanto da metafísica quanto da moral. Deus deve ter nos dado esse insight em sua mente – Bayle está aqui de novo sendo malebrancheano – para servir como guia infalível para o que a sua mensagem escrita está dizendo. Sem tal teste nós não poderíamos saber se tal mensagem vem de Deus ou do Diabo. Edward Herbert, Lorde de Cherbury havia esboçado esse ponto em seu difícil latim em 1624, e Benjamin Whichcote vinha dizendo coisas similares para pequenos auditórios ingleses há três décadas quando Bayle propôs essas doutrinas, mas foi Bayle, com sua incansável energia e estilo polêmico vívido, que fez com que tais ideias fossem ouvidas pela primeira vez na França e em todos os outros lugares da Europa.
Está ele destronando a religião quando faz da razão rainha? Não mesmo: ele está de fato apelando para um princípio de interpretação bíblica primeiramente exposto por um teólogo huguenote. Em 1682 Pierre Jurieu publicou uma investigação da doutrina da Eucaristia, na qual ele argumentava contra a visão católica de que pão e vinho em comunhão devem ser tomados literalmente como carne e sangue de Cristo (transubstanciação). A doutrina está baseada nas palavras bíblicas «Isto é o meu corpo» (Mateus 26:26). Mas, Jurieu diz, nós sabemos que algumas passagens da Bíblia requerem uma interpretação simbólica. Se uma passagem é absurda, ou se ela é ridícula e cheia de contradições, alguém deve explicá-la simbolicamente. E há uma terceira regra, vinda de Agostinho: "quando um texto parece nos ordenar a cometer um crime, ele deve ser tomado simbolicamente". A doutrina católica da Eucaristia falha ao não respeitar esse cânone, enquanto a doutrina protestante não, e a interpretação exigida pela moralidade deve dominar.
A defesa de Bayle da tolerância, portanto, repousa sob uma boa doutrina huguenote. Ela não é nem ateísta nem desenhada para eliminar a religião da sociedade. Ela tinha por objetivo demonstrar que as nações deveriam aprender a permitir diferentes comunhões religiosas a florescer nelas, ao contrário da fortemente estabelecida exigência católica de uniformidade religiosa. Elas deveriam permitir o que era chamado de liberdade de consciência, tomando a consciência em seu sentido tradicional de voz interior que exprime a voz de Deus para nós. Bayle até mesmo dá um novo sentido para tal frase. Ele distingue a certeza que o intelecto pode ter da certeza que a consciência pode nos dar. Nós não devemos aceitar a fé cegamente, como dito em 1 Carta aos Tessalonicenses 5:21 (em algumas traduções para o português, "ponde tudo à prova", em outras, "julgai todas as coisas" e, ainda, as traduções em que tal trecho consta como "Examinai tudo", o que não carrega exatamente o mesmo sentido). "Em questões de religião", diz Bayle, "a regra para julgar não está na compreensão, mas na consciência; isso é dizer que alguém deve aceitar os objetos não de acordo com ideias claras e distintas, mas de acordo como a consciência nos diz que ao aceitá-las nós estaremos fazendo o que é consentível para Deus". É a moralidade que deve nos dizer quais doutrinas religiosas aceitar, e não o contrário.
A luz natural da razão, Bayle sustenta, entrega axiomas tão claros que ninguém pode duvidar ou negar. Um deles é o de que alguém deve agir de acordo com a própria consciência. Caso contrário, o consentimento de alguém às afirmações religiosas é forçado, irreal, e inaceitável a Deus. Mas as consciências variam muito; e Bayle não conseguiu imaginar como resolver os problemas resultantes. Suponha que a consciência de um "convertedor" o diga para perseguir hereges. O que acontece dos axiomas inegáveis proibindo isso? No "terceiro esclarecimento" apensado ao Dictionnaire Historique, Bayle põe uma visão fideística: "a religião cristã é de tipo sobrenatural (…) seus básicos componentes são a suprema autoridade de Deus propondo mistérios para nós, não de modo que nós devemos compreendê-los, mas de modo que nós devemos acreditar neles com toda a humildade que é devida ao ser infinito". Portanto, quando ele diz que o partido da razão irá sempre vencer nas disputas com os teólogos, que irão sempre ter que "encontrar refúgio" na "luz sobrenatural", ele não está abandonando religião. Ceticismo fideísta pode parecer ceticismo religioso, mas não é, nem mesmo se ele desvincula a moralidade e a possibilidade de uma vida moral decente da religião.
Para julgar uma pintura adequadamente, diz Blaise Pascal, a pessoa não pode estar nem muito distante, nem muito perto. Há apenas um ponto de vista correto. "Na pintura as regras da perspectiva decidem, mas como irá ser decidido quando se trata de verdade e moralidade?" (Pensées 21). Ele mesmo não tinha dúvida. "O argumento da inexistência de Deus na Sagesse (de Pierre Charron)", diz Pascal, "está baseado somente na suposição de que Deus não existe. ´Garantido isso`, eles dizem, ´vamos nos deleitar nas criaturas`. É uma segunda opção ou segundo melhor argumento. Mas se existisse um Deus para amar eles não teriam chegado a essa conclusão" (Pensées 618). Para aqueles que pensam que o Deus escondido apenas parece estar ausente de sua criação, o amor dos seres humanos pode bem ser uma segunda opção ou segundo melhor argumento. Entretanto, Pascal, Pierre Nicole, e Bayle sugerem que a busca do bem que os humanos não redimidos buscam pode ser o suficiente para possibilitar o mundo a relacionar-se bem por si próprio. Se nós nunca podemos saber os nossos próprios motivos, e se os nossos próprios esforços para melhorá-los são em todo caso desesperançados, perfeição não pode ser uma questão. O ponto da moralidade então não é nos mostrar como nos reconciliar com Deus ou como ser merecedor de salvação. Talvez esse ponto é, como Gassendi pensou, simplesmente como nos ensinar a preservar e aumentar a felicidade humana. Sem um ponto de vista de outro mundo para julgamento, aquele pode ser mais do que uma mera segunda opção ou segundo melhor argumento.

## Publicações

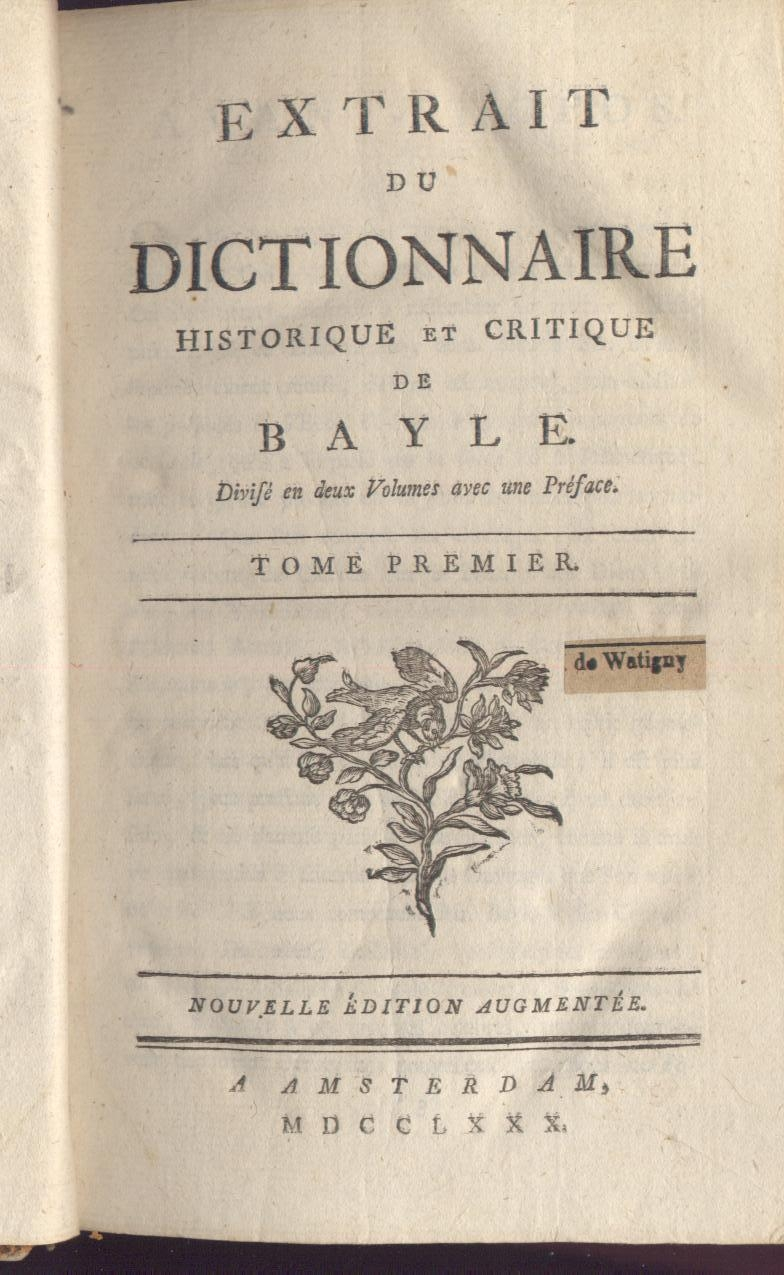
Uma edição condensada do Dictionnaire historique et critique datado de 1780.

- Pensées diverses écrites à un docteur de Sorbonne à l’occasion de la Comète qui parut au mois de décembre 1680 (1682). (edição de Paris : GF, 2007).
- Critique de l’histoire du calvinisme du Père Maimbourg, 1683.
- Ce que c'est que la France toute catholique sous le règne de Louis Le Grand, 1685.
- De la tolérance, 1686.
- Commentaire philosophique sur ces paroles de Jésus-Christ : « Contrains-les d’entrer », 1686. (edição de 1688)
- Projet et fragmens d’un dictionnaire critique, disponível em Gallica.
- Dictionnaire historique et critique
  - 1ª edição 1697, 4 volumes in-folio[23]
  - edição de 1702, 3 volumes in-folio
  - edição de 1740[24]
  - edição de Adrien-Jean-Quentin Beuchot, 16 volumes in-8, 1820-1824)[25]
- Réponse aux questions d’un provincial, 6 volumes, in-8, Rotterdam, 1704-1706 ;
- Entretiens de Maxime et de Thémiste, Rotterdam, em Reiniers Leers, 1706.
- Œuvres diverses. La Haye, Société d'Éditeurs, 4 volumes in-folio. 1727.
- Avis important aux réfugiés, disponível em Gallica.
- Correspondance de Bayle, online
- Liste des œuvres de Pierre Bayle compilada por Gianluca Mori